# Чичен-Ица
Чиче́н-Ица́ (исп. Chichén Itzá, аст. Chichen Itzā, юк. Chi’ch'èen Ìitsha) — политический и культурный центр майя на севере полуострова Юкатан в Мексике, священный город народа Ица. Расположен в 120 км к востоку от города Мерида.
В 2007 году по результатам опроса обычных людей-неспециалистов, проведённого корпорацией New Open World, город был признан одним из новых семи чудес света.

## Название
На языках майя Чичен-Ица означает «В устье колодца Ица» или «Рот колодца колдунов воды». Чи может означать «рот» или «край», а чен — «скважина/источник». Ица являются этносом, в своё время добившимся политического и экономического превосходства в регионе, расположенном вокруг города. Название Ица, вероятно, означает «чародей воды», а точнее, если разложить его на составляющие, иц — «колдун», и xa — «вода».
В кодексе Чилам-Балам указывается другое название города, использовавшееся, вероятно, до начала гегемонии Ица, однако — из-за того, что правила орфографии расшифрованы не до конца — известно лишь приближенное название, доступное в нескольких вариантах: а именно Юук Ябнал (Uuc Yabnal — «Семь великих домов»), Юук Хаб Нал (Uuc Hab Nal — «Семь кустистых местностей»), Юукуабнал (Uucuabnal — «Семь великих правителей») и Ук Абнал (Uc Abnal — «Семь путей Абнала»). Это название упоминается в каллиграфических текстах позднего классического периода майя.

## История

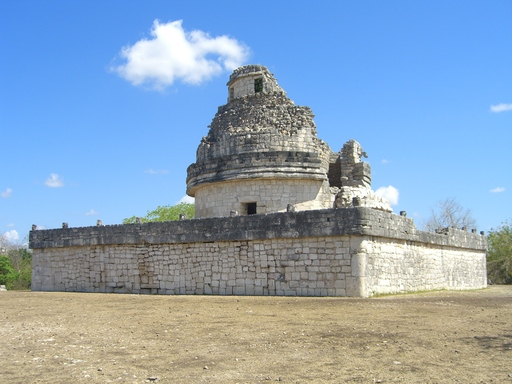
Обсерватория

Основан, вероятно, около 455 года. Город может быть условно разделён на две группы. В первую включены строения, датируемые VI—VII вв. н. э. и относящиеся к периоду культуры майя. Вторая группа зданий относится к периоду тольтеков X—XI вв. н. э.
В X веке был захвачен тольтеками. В середине XI века Чичен-Ица стала столицей тольтекского государства. В 1178 была разгромлена объединённым войском трёх городов-государств — Майяпана, Ушмаля и Ицмаля, которое возглавлял Хунак Кеель. Ко времени испанских завоеваний (середина XVI века) Чичен-Ица представляла собой развалины.
После 1194 года город окончательно опустел. Точные данные о том, что послужило тому причиной, отсутствуют. Политика испанских завоевателей, вторгшихся на территорию Мексики, включала в себя сожжение манускриптов и убийство священнослужителей народа майя. Однако археологами было выяснено, что в XIII веке Чичен-Ица подвергалась нападению и была разграблена, в то же время экономическое влияние города на соседние регионы стало слабеть, что, вероятно, привело к исходу городской элиты и опустению Чичен-Ицы. Когда в Мексику вторглись испанцы, они нашли город пустым, но, согласно испанским источникам, в самом городе или вокруг него располагались компактные поселения майя. Испанские источники утверждали, что для индейцев руины города стали местом паломничества.

## Политическая организация и экономика
Археологи в 1980-х годах пришли к выводу, что в отличие от большинства городов майя позднего классического периода, Чичен-Ица не контролировалась одним правителем или династией. Вместо этого существовал совет, состоящий из так называемой элитной касты, которая осуществляла правление через совет. Теория оставалась популярной и в 1990-е годы, однако позже была поставлена под вопрос, так как в последнее время появилось всё больше доказательств в сторону традиционной формы правления, как и в остальных городах майя.
Чичен-Ица в период своего расцвета оставалась мощной экономической державой, чьё влияние распространялось на северные земли майя, в частности жители города могли добывать труднодоступные ресурсы, такие, как обсидиан из центральной части Мексики и золото из западно-центральной Америки. Между 900 и 1050 годами н. э., Чичен-Ица стала экономической державой и торговым оазисом, контролирующим экономику северного и центрального Юкатана.

## Архитектурные памятники

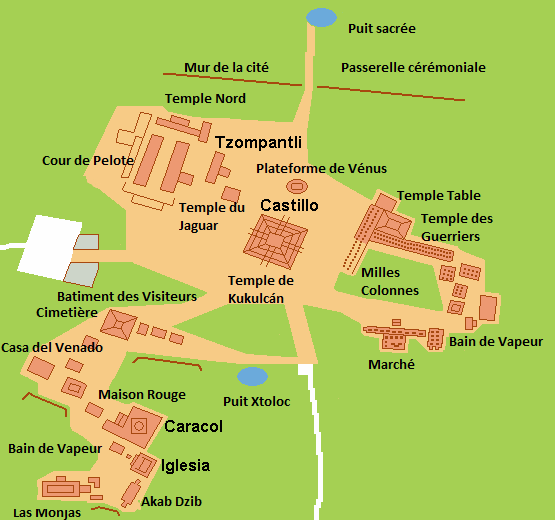
Схема центральной части города

На территории Чичен-Ицы неоднократно производились археологические раскопки, в результате которых были открыты архитектурные памятники майя-тольтеков:
- «Храм Кукулькана» — 9-ступенчатая пирамида высотой 24 метра с широкими лестницами на каждой из сторон;
- «Храм воинов» на 4-ступенчатой пирамиде;
- «Храм ягуаров» (оба с настенными росписями);
- «Караколь» — обсерватория;
- 7 «стадионов» для игры в мяч, из которых «Уэго де Пелота» (дословно, «Большое поле для игры в мяч») — самая большая игровая площадка из всех созданных майя, длина поля составляет 135 м;
- «Группа тысячи колонн» — руины 4 колоннад, образующие прямоугольник;
- Священный сенот — природный колодец глубиной около 50 м, который служил для жертвоприношений.
- «жилой комплекс»[21]

Также сохранились статуи божеств с характерной стилизацией пластических форм, рельефы, богатые растительной и геометрической орнаментикой, произведения мелкой пластики и художественных ремёсел.

## Современное положение
Чичен-Ица признан ЮНЕСКО объектом мирового культурного наследия и является вторым по популярности среди туристов местом археологических раскопок в Мексике.

## Галерея

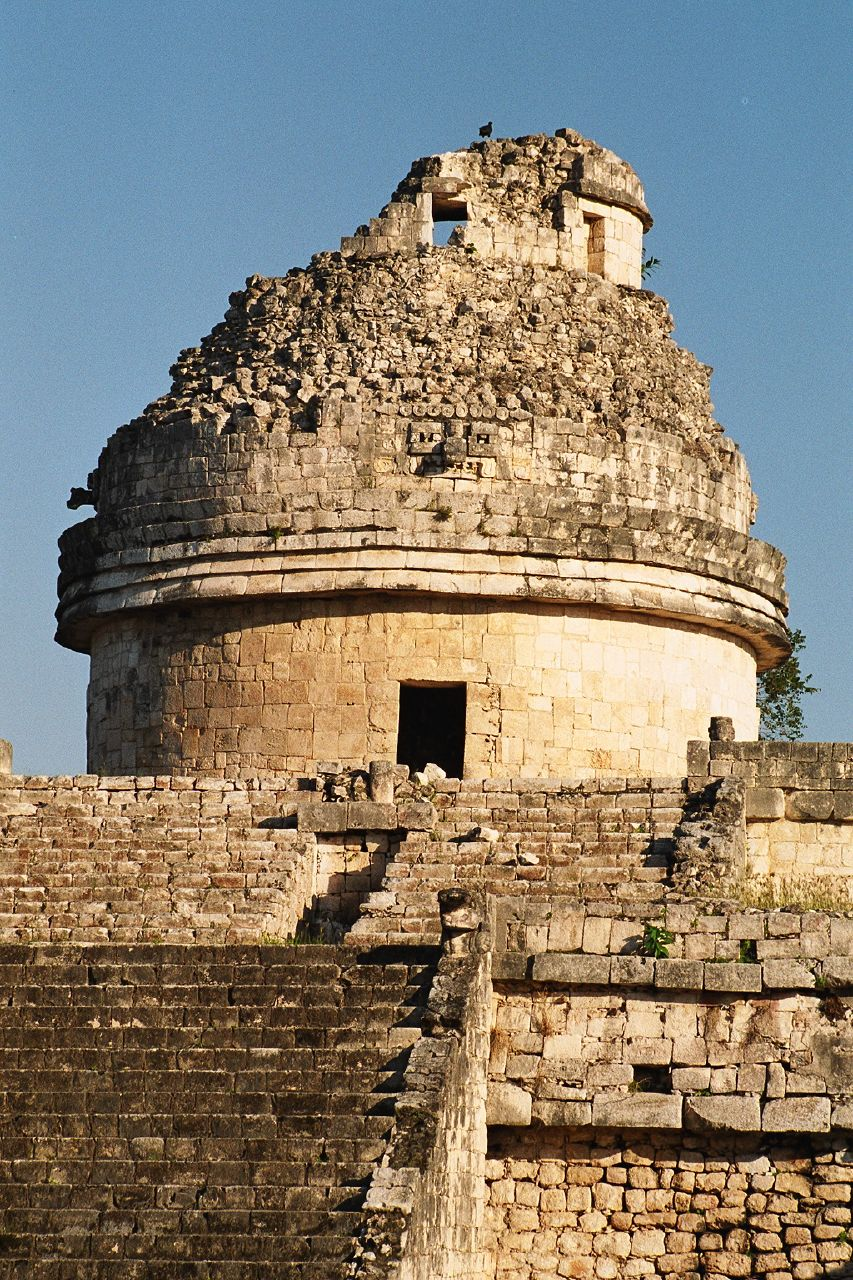
Обсерватория
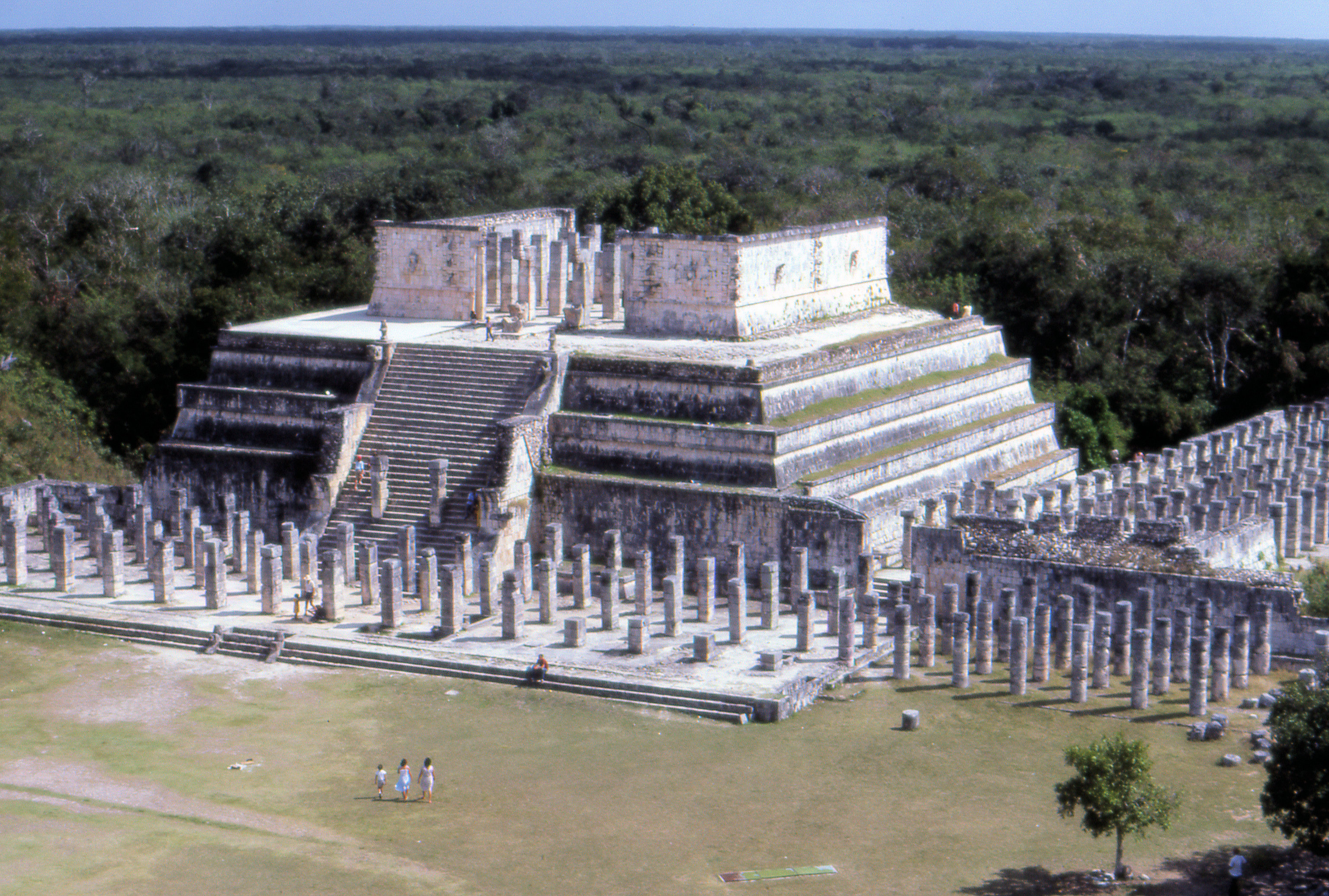
Храм воинов
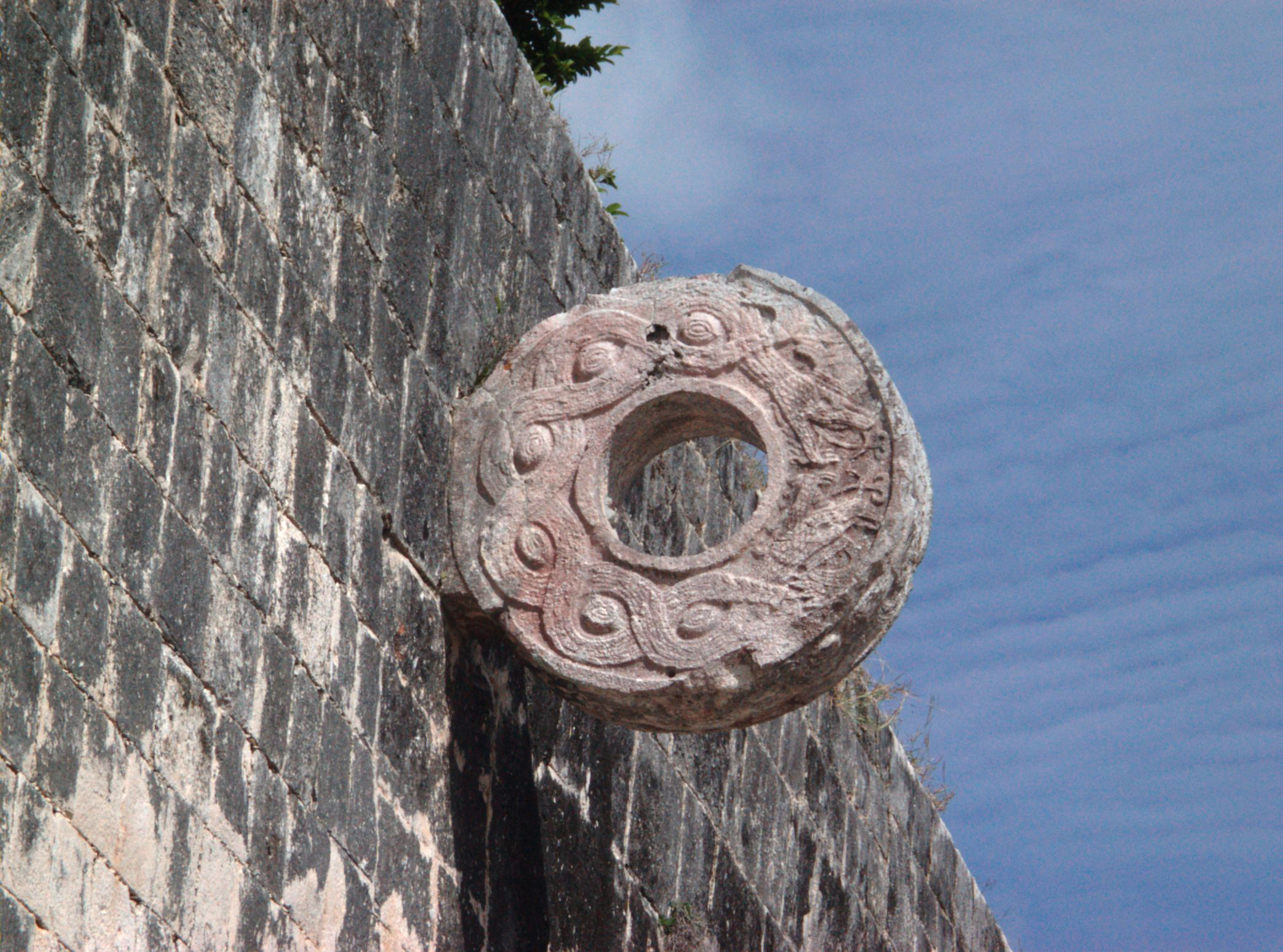
Круг для мяча
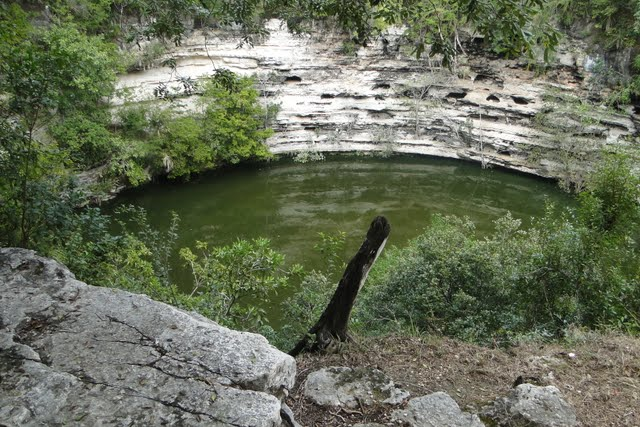
Священный сенот

## Комментарии
1. ↑  Uuc Yabnal становится Ук Абнал, что означает Семь Абналов или Семь путей Абнала, где слово Абнал может означать имя семьи, согласно утверждению Ральфа Ройса (Roys 1967, p.133 n7).